# Adolf-Grimme-Preis 2007
Der 43. Adolf-Grimme-Preis wurde 2007 verliehen. Die Preisverleihung fand am 30. März 2007 im Theater Marl statt. Die Moderation übernahm dabei Aslı Sevindim.
Im Rahmen der Veranstaltung wurden neben dem Adolf-Grimme-Preis noch weitere Preise, unter anderem auch der Marler Gruppe, vergeben.

## Preisträger

### Adolf-Grimme-Preis

#### Fiktion
- Meine verrückte türkische Hochzeit
  - Daniel Speck (Buch)
  - Stefan Holtz (Regie)
  - Florian David Fitz, Mandala Tayde (stellv. für das Darstellerteam)
- Wut
  - Max Eipp (Buch)
  - Züli Aladağ (Regie)
  - Wolf-Dietrich Brücker (Redaktion)
  - Oktay Özdemir und August Zirner (stellv. für das Darstellerteam)
- Unter dem Eis
  - Aelrun Goette (Regie)
  - Jens Harant (Kamera)
  - Bibiana Beglau (Darstellung)
- Arnies Welt
  - Isabel Kleefeld (Buch/Regie)
  - Caroline Peters, Jörg Schüttauf und Matthias Brandt (Darstellung)
- Polizeiruf 110: Er sollte tot
  - Rolf Basedow (Buch)
  - Dominik Graf (Regie)
  - Edgar Selge und Rosalie Thomass (Darstellung)

#### Unterhaltung
- Türkisch für Anfänger
  - Bora Dagtekin (Headwriter)
  - Edzard Onneken und Oliver Schmitz (Regie)
  - Josefine Preuß (stellv. für das Darstellerteam)
- Extreme Activity
  - Ool Osenbrügge (Formatentwicklung)
  - Kurt Pongratz und Catharina Niens-Klees (Regie)
  - Jürgen von der Lippe (Präsentation)

#### Information & Kultur
- Deutsche Lebensläufe: Fritz Lang
  - Artem Demenok (Buch/Regie)
  - Andreas Christoph Schmidt (Produktion)
- Stellmichein!
  - Katrin Rothe (Buch/Regie)
- Weiße Raben – Alptraum Tschetschenien
  - Johann Feindt und Tamara Trampe (Buch/Regie)
- Deutschland. Ein Sommermärchen
  - Sönke Wortmann (Buch/Regie/Kamera)
- Aufdeckung des Skandals ‚Bezahlter Lobbyismus in Bundesministerien‘ über die Tätigkeit externer Mitarbeiter in deutschen Bundesministerien in Monitor-Beiträgen (19. Oktober und 21. Dezember 2006) (ARD/WDR)
  - Ralph Hötte, Kim Otto und Markus Schmidt (stellv. für das Autorenteam)

### Besondere Ehrung
- Hape Kerkeling

### Sonderpreis Kultur des Landes NRW
- Ben Lewis für Buch und Regie der Reihe Art Safari

### Publikumspreis der Marler Gruppe
- Jo Baier für Buch und Regie des Fernsehfilms Nicht alle waren Mörder
- Nadja Uhl und Aaron Altaras, Hauptdarsteller in Nicht alle waren Mörder

### Mercedes-Benz Förderstipendium
- Thomas Durchschlag für Buch und Regie des Fernsehfilms Allein